# Йойк
Йойк (на северносаамски: juoigan, luohti; на норвежки: joik) е традиционно песнопение, уникален творчески музикален жанр на фино-угърския народ саами в Северна Европа.

## История
Музикалният жанр Йойк има многовековна история и корените му се крият дълбоко в древността. Характеризира се със специална вокална технология, която използва почти целия спектър от естествения вокален потенциал на човека, който го изпълнява. Този жанр в продължение на 400 години е потискан, дори и забраняван от чуждото влияние.
Основна разлика между западната и саамската „музика“ се състои в звука и структурата. Йойкът е „изключително вокален“. Понякога йойкът постепенно увеличава интервала на мелодичния модел, докато трае звукът. Използването на музикален инструмент не е честа практика. Друга важна разлика спрямо западната музика, е че този традиционен стил никога не е бил предназначен да бъде изпълняван като изкуство.